# Philipp-Pfaff-Institut

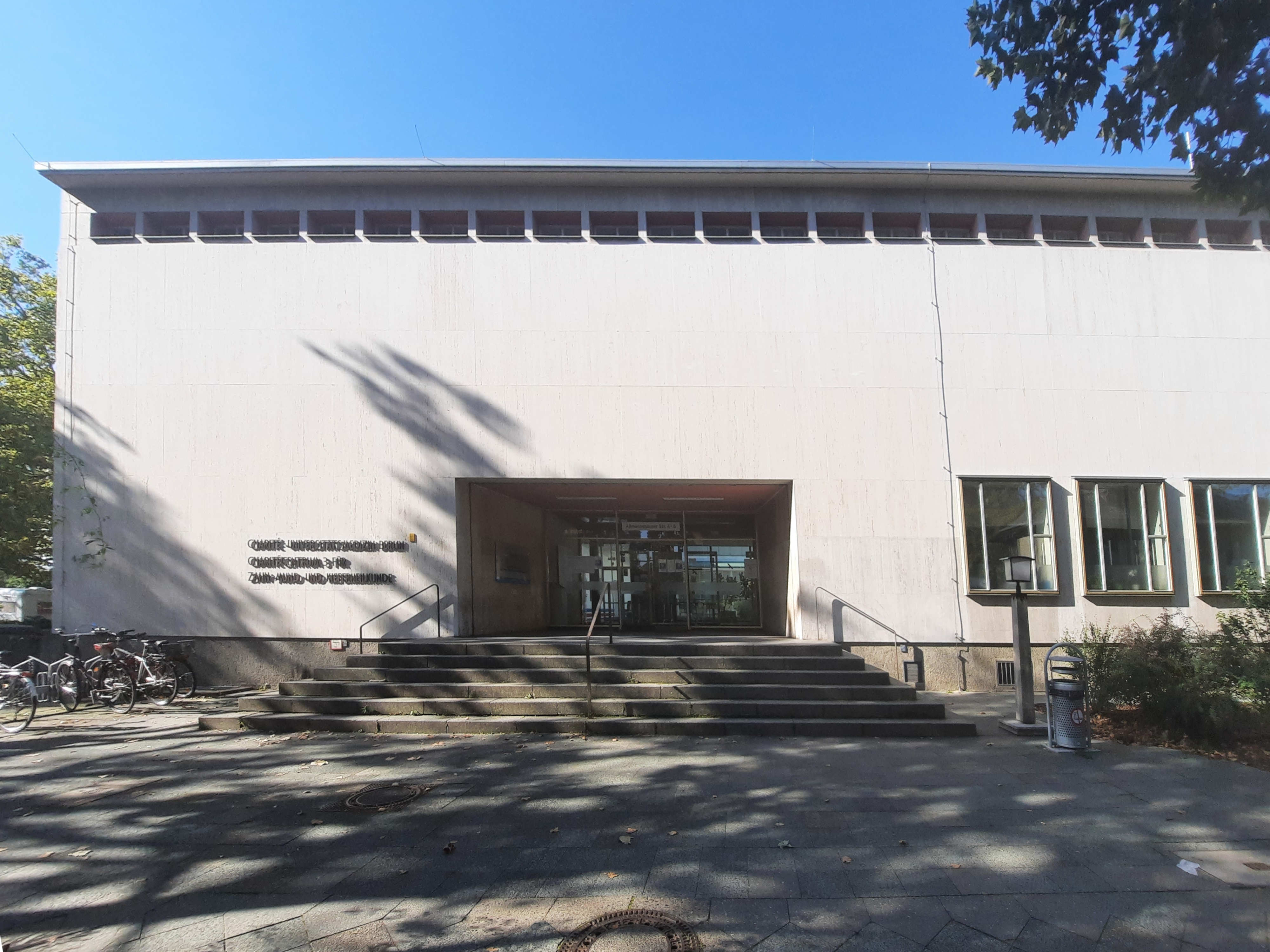
Wilmersdorf Aßmannshauser Straße Institut für Zahn-, Mund- und Kieferheilkunde

Das Philipp-Pfaff-Institut ist die Fortbildungseinrichtung der Zahnärztekammer Berlin und der Landeszahnärztekammer Brandenburg. Es wurde im März 1981 als „Seminar Zahnärztliche Fortbildung“ von der Zahnärztekammer Berlin gegründet und im Februar 1982 in Philipp-Pfaff-Institut umbenannt. 1993 wurde das „Philipp-Pfaff-Institut – Fortbildungseinrichtung der Landeszahnärztekammern Berlin und Brandenburg GmbH“ in heutiger Form gegründet.
Seit September 2002 hat das Institut seinen Sitz im Charité Centrum Zahn-, Mund- und Kieferheilkunde CC 3 – Campus Benjamin Franklin in Berlin-Wilmersdorf.
Namensgeber ist Philipp Pfaff, ein deutscher Arzt und Zahnheilkundler, Königlich-Preußischer Hofzahnarzt von Friedrich dem Großen und revolutionärer Vordenker in der Zahnmedizin.

## Kurse
Das Kursangebot des Philipp-Pfaff-Instituts umfasst folgende Themenschwerpunkte und Fachbereiche:
- Strukturierte Fortbildungen und Curricula für Zahnärzte
- Allgemeinmedizin und Diagnostik
- Chirurgie
- Funktionslehre
- Implantologie
- Kieferorthopädie
- Parodontologie
- Prophylaxe
- Zahnerhaltung
- Zahnersatz
- Praxisführung und Organisation
- Mitarbeiterkurse

Zusätzlich finden am Institut Aufstiegsfortbildungen für  Praxismitarbeiter statt:
- Zahnmedizinische*r Verwaltungsassistenten*in (ZMV)[4]
- Zahnmedizinische*r Prophylaxeassistenten*in (ZMP)[5]
- Zahnmedizinische*r Fachassistenten*in (ZMF)[6]
- Fachwirt*in für Zahnärztliches Praxismanagement (FZP)[7]
- Dentalhygieniker*in (DH)[8]

Im Rahmen des Fortbildungsseminars zur „Zahnmedizinischen Prophylaxeassistentin“ (ZMP) wird in der Praxis-Ausbildungsphase für Patienten eine professionelle Zahnreinigung angeboten. Die Behandlungsmaßnahmen werden von Zahnmedizinischen Fachangestellten, die sich in der Aufstiegsfortbildung zur „Zahnmedizinischen Prophylaxeassistentin“ (ZMP) befinden, durchgeführt und von  Zahnärzten beaufsichtigt.
Das  Fortbildungsprogramm orientiert sich an  Bedürfnissen und Anforderungen der zahnmedizinischen Berufsgruppe. Es werden dafür verschiedene Kurskonzepte im Institut umgesetzt: in Hinblick auf ihren Umfang, ihren Anteil an Theorie und Praxis und ob sie in kleinen teilnehmerbegrenzten Gruppen oder in größeren Vortragsveranstaltungen angeboten werden.
Seit Februar 2011 ist das Philipp-Pfaff-Institut nach DIN EN ISO 9001:2015 zertifiziert. Mit dieser Zertifizierung soll ein Nachweis geführt werden, dass das Institut ein Qualitätsmanagementsystem für den Geltungsbereich „Planung und Durchführung von Fort- und Weiterbildungsmaßnahmen für Zahnärzte und deren Mitarbeiter“ eingeführt hat und aufrechterhält. Gleichzeitig wurde die Trägerzulassung nach AZAV (Akkreditierungs- und Zulassungsverordnung Arbeitsförderung) erteilt.

## Berliner Prophylaxetag
Das Pfaff-Institut veranstaltet seit 1995 am ersten Dezember-Wochenende den „Berliner Prophylaxetag“. An zwei Tagen gibt es die Möglichkeit, sich über Neuheiten der Dentalbranche, besonders im Bereich zahnärztliche Prävention und Prophylaxe, zu informieren. Eine Dentalausstellung begleitet das Event.
Anlässlich des 30-jährigen Jubiläums des Prophylaxe-Seminars der Zahnärztekammer (ZÄK) Berlin wurde beim 24. Berliner Prophylaxetag 2019 Ilona Kronfeld-Möhring mit der Ehrennadel der deutschen Zahnärzteschaft ausgezeichnet.

## Integration ausländischer Zahnärzte
Zahnmediziner, die außerhalb der Europäischen Union studiert haben, dürfen in Deutschland oftmals nur eingeschränkt behandeln.
Ein Kriterium für den Erhalt der zahnärztlichen Approbation ist deshalb das Bestehen der laut Gesetz erforderlichen  „Kenntnisprüfung“. Zur Vorbereitung auf diese Prüfung bietet das Philipp-Pfaff-Institut mit einem Kooperationspartner Vorbereitungskurse an.

## Jährlicher Fortbildungskatalog
Jedes Jahr erscheint das Fortbildungsangebot in einem Katalog für  Zahnärzte sowie für Praxismitarbeiter.